# Yichun (Heilongjiang)
Yichun (伊春市,  Yīchūn Shì) ist eine bezirksfreie Stadt in der Provinz Heilongjiang im Nordosten der Volksrepublik China. Sie liegt am Fluss Songhua Jiang und hat 878.881 Einwohner (Stand: Zensus 2020).

## Geographie und Klima
Yichun liegt im Nordosten des Provinz Heilongjiang und hat im Norden eine 246 Kilometer lange Grenze mit Russland (Oblast Amur und Jüdische Autonome Oblast auf der anderen Seite des Amur). Yichun verwaltet ein Territorium von 32.831 Quadratkilometern und grenzt im Osten an die bezirksfreie Stadt Hegang, im Süden an Harbin, im Westen an Heihe und Suihua.
Das Territorium Yichuns ist zu fast 87 % mit Wald bedeckt, 7,9 % sind Ackerland, je 1 % Wasserläufe und Seen, bebaute Fläche und Wiesen. Auf dem Territorium von Yichun gibt es 702 Flüsse, die teils zum Flusssystem des Amur und des Songhua Jiang gehören. 218 dieser Flüsse haben ein Einzugsgebiet, das größer als 50 Quadratkilometer groß ist. Neben Amur und Songhua ist der 492 Kilometer lange Tangwang He der wichtigste Fluss Yichuns, sein Einzugsgebiet ist 20.557 Quadratkilometer groß. Die Wälder Yichuns sind vorwiegend Laub- und Mischwälder mit Korea-Kiefern, Borsten-Fichten, Tannen, Dahurische Lärchen, Wald-Kiefern, Mandschurischen Eschen, Juglans mandshurica, Amur-Korkbäumen, Pappeln, Linden, Birken, Ulmen und zahlreichen Sträuchern. Insgesamt kommen in den Wäldern 1390 Arten höherer Pflanzen vor, 492 werden in der traditionellen chinesischen Medizin genutzt. Von den 67 Wirbeltierarten und 274 Vogelarten sind 10 auf höchster Stufe geschützt und 54 auf zweithöchster Stufe.
Die Jahresdurchschnittstemperatur Yichuns liegt bei 1 °C, im Norden bei Jiayin bei 0,7 °C und im Süden bei Tieli bei 1,7 °C. In den Wintermonaten Dezember, Januar und Februar liegt die durchschnittliche Temperatur bei rund −20 °C. Im Frühling von März bis Mai liegen die Durchschnittstemperaturen bei 3 °C, im Sommer (Juni bis August) bei 19,2 °C und im Herbst (September bis November) bei 0,2 °C. Die jährliche Niederschlagsmenge liegt bei etwa 600 Millimetern, wobei sie im Norden und Süden etwas niedriger und im Zentrum etwas höher ausfällt. Yichun erhält jährlich etwa 2300 Sonnenstunden. Die Winter sind typischerweise relativ trocken mit reichlich 20 Millimetern Niederschlag. In den Frühlingen fallen etwa 90 Millimeter Niederschlag, in den Sommern 370 Millimeter und im Herbst 120 Millimeter.

## Bevölkerung
Die Bevölkerung beträgt nach der Volkszählung 2020 878.881. Per Ende 2017 hatte Yichun eine Gesamtbevölkerung von 1.159.286 Einwohnern in 559.969 Haushalten. Dies bedeutet eine Verringerung der Bevölkerung gegenüber 2016 um 16.526 Personen. Die Bevölkerung setzte sich aus 575.072 Männern und 584.214 Frauen zusammen. Die Bevölkerungszählung des Jahres 2000 hatte eine Gesamtbevölkerung von 1.249.621 Personen in 419.243 Haushalten ergeben, davon 636.128 Männer und 613.493 Frauen. Die gleiche Bevölkerungszählung ergab, dass 224.405 Personen unter 14 Jahren, 939.973 Personen zwischen 15 und 64 Jahren und 85.243 Personen über 65 Jahren in Yichun lebten.
Per 2017 lebten 24853 Angehörige nationaler Minderheiten in Yichun; sie machten 2,16 % der Gesamtbevölkerung aus. Von den 31 in Yichun präsenten Minderheiten stellten die Mandschuren, Hui, Mongolen und Koreaner jeweils mehr als 1000 Personen. Es gibt eine Nationalitätengemeinde der Koreaner, neun Nationalitätendörfer der Koreaner, drei Nationalitätendörfer der Russen und ein Nationalitätendorf der Oroqen.
Die 1.249.621 Einwohner, die beim Zensus 2000 gezählt wurden, verteilten sich auf die Ethnien wie folgt:
| Name des Volkes | Einwohner | Anteil  |
| --------------- | --------- | ------- |
| Han             | 1.212.813 | 97,05 % |
| Mandschu        | 16.004    | 1,28 %  |
| Hui             | 10.283    | 0,82 %  |
| Koreaner        | 7.836     | 0,63 %  |
| Mongolen        | 1.806     | 0,14 %  |
| Xibe            | 240       | 0,02 %  |
| Oroqen          | 150       | 0,01 %  |
| Sonstige        | 489       | 0,04 %  |

## Administrative Gliederung
Yichun wurde 1950 als Forstverwaltungszone eingerichtet, im Jahre 1952 wurde daraus ein Kreis und 1957 eine Stadt. Im Jahre 1964 wurde daraus ein Sondergebiet, 1970 ein Regierungsbezirk und im Jahre 1979 bekam es den Status einer bezirksfreien Stadt.
Die Stadt Yichun setzt sich auf Kreisebene aus vier Stadtbezirken, einer kreisfreien Stadt und fünf Landkreisen zusammen. Diese sind (Stand: 2020):
- Stadtbezirke Yimei, Wucui, Youhao, Jinlin
- kreisfreie Stadt Tieli
- Kreise Tangwang, Fenglin, Nancha, Daqingshan, Jiayin

Der Regierungssitz der bezirksfreien Stadt Yichun befindet sich im Stadtbezirk Yimei.
Auf Kreisebene setzten sich obengenannte Verwaltungseinheiten per 2017 aus elf Großgemeinden, acht Gemeinden und einer Nationalitätengemeinde zusammen. Auf Dorfebene existierten 205 Verwaltungsdörfer. Einige Stadtbezirke sind auf Kreis- und/oder Dorfebene nicht weiter untergliedert.

## Wirtschaft
Das Bruttoinlandsprodukt Yichuns lag im Jahre 2016 bei 25,12 Milliarden Yuan, nachdem es im Jahre 2014 bei 26,15 Milliarden und 2013 bei 28,4 Milliarden Yuan gelegen hatte. Der Primärsektor erwirtschaftete 2014 etwa 40,3 % des Bruttoinlandsproduktes, der Sekundärsektor etwa 26 % und der Tertiärsektor etwa 33,7 %. Im Jahre 2014 lag das durchschnittliche Einkommen der Stadtbewohner Yichuns bei 19.091 Yuan, jenes der Landbewohner bei 11.368 Yuan. Die Rückgänge im Bruttoinlandsprodukt sind vor allem auf Schrumpfungen im Bergbausektor und in der verarbeitenden Industrie zurückzuführen.
In Yichun gibt es Vorkommen von 45 Rohstoffen wie Kohle, Eisenerz, Kupfer, Blei, Zink, Molybdän, Wolfram, Zinn, Titan, Gold, Silber, Kalkstein für die Herstellung von Zement, Marmor und Mineralwässer. Es werden bereits 17 dieser Vorkommen ausgebeutet.

## Verkehr
Yichun ist mit der Autobahn Hegang-Harbin (G1111) und der Nationalstraße 222 an das Fernstraßennetz der Volksrepublik angeschlossen. Darüber hinaus führt die Eisenbahnstrecke Nancha-Wuyiling durch Yichun. Auf der Straße beträgt die Entfernung in die Provinzhauptstadt Harbin 354 Kilometer, nach Hegang 159 Kilometer und nach Jiamusi 237 Kilometer. Die Entfernung nach Harbin per Eisenbahn beträgt 458 Kilometer. Der Flughafen Yichun nahm seinen Betrieb im Jahre 2009 auf und bietet Flüge nach Peking und einige Städte Nordostchinas an. Nahe diesem Flughafen ereignete sich am 23. August 2010 der Unfall des Henan-Airlines-Fluges 8387.

## Städtepartnerschaften
Yichun ist Partnerstadt der nordhessischen Stadt Bad Wildungen.

## Persönlichkeiten
- Wang Qiang (* 1993), Skilangläufer